# Dukes de Hamilton
Pour les articles homonymes, voir Dukes.
Les Dukes de Hamilton sont une équipe de hockey sur glace de l'Ligue de hockey de l'Ontario.

## Saison par Saison
| Saison    | PJ | V  | D  | N | Pts | %Arr  | BP  | BC  | Classement |
| 1989–1990 | 66 | 11 | 49 | 6 | 28  | 0,212 | 211 | 371 | 7e Leyden  |
| 1990–1991 | 66 | 17 | 43 | 6 | 40  | 0,303 | 270 | 379 | 6e Emms    |